# Hearst-Argyle Tower
Hearst-Argyle Tower är en vajerförankrad radiomast för TV-sändningar i Walnut Grove i Kalifornien. Den är 2000 engelska fot hög (609,6 meter) och stod klar 1985. I närheten av masten finns det två andra master av liknande höjd, KXTV/KOVR Tower och Channel 40 Tower. 